# A Moonclad Reflection
A Moonclad Reflection var den anden demo fra det melodiske dødsmetalband Dark Tranquillity der blev udgivet i 1992. Man kan også finde disse sange på deres demosamling ved navn Tranquillity (1993). Efter tolv år på deres live og opsamlingsalbum Exposures - In Retrospect And Denial havde bandet genudgivet de to sange med bedre kvalitet sammen med numrene fra Trail of Life Decayed demoen og nogle gamle uudgivet numre.

## Numre
1. "Unfurled by Dawn" – 7:24
2. "Yesterworld" – 7:56